# Todd Hamilton
William Todd Hamilton (Galesburg, 18 ottobre 1965) è un golfista statunitense, che ha giocato soprattutto nel tour giapponese (riportando undici successi) ma che ha raggiunto la fama grazie alla vittoria nell'Open Championship del 2004, conseguita nel luglio di quell'anno sull'old course dello scozzese Royal Troon Golf Club.
In tale circostanza Hamilton concluse i quattro giri dell'open in 274 (71, 67, 67 e 69), finendo alla pari col campione sudafricano Ernie Els che, sotto di due colpi alla penultima buca, era riuscito a rimontarlo nel finale di gara sfiorando addirittura il put della vittoria alla 18; nel playoff di quattro buche che seguì, però, Hamilton fu capace di avere la meglio e, approfittando di un bogie di Els alla terza buca e facendo un par all'ultima buca grazie a un fondamentale chip-and-run, si aggiudicò il suo major championship.